# Hoyerswerda
Hoyerswerda (em alto sorábio: Wojerecy) é uma cidade da Alemanha localizada na região administrativa de Dresden, estado da Saxônia, distrito de Bautzen.
Hoyerswerda foi uma cidade independente (Kreisfreie Städte) ou distrito urbano (Stadtkreis) até 31 de julho de 2008, quando passou a fazer parte do distrito de Bautzen.